# (9101) Rossiglione
(9101) Rossiglione  es un asteroide perteneciente al cinturón de asteroides, descubierto el 3 de diciembre de 1996 por el equipo del Observatorio Astronómico de Farra d´Isonzo desde el propio Observatorio de Farra d´Isonzo, en Italia.

## Designación y nombre
Designado inicialmente como 1996 XG2.
Más adelante, en 2019 fue nombrado por Rossiglione, una pequeña ciudad italiana en la región de Liguria. La ciudad organiza eventos culturales, principalmente de carácter científico, a los que asisten todos los ciudadanos, independientemente de su nivel de educación.

## Características orbitales
Rossiglione orbita a una distancia media del Sol de 2,265 ua, pudiendo acercarse hasta 2,157 ua y alejarse hasta 2,373 ua. Tiene una excentricidad de 0,048 y una inclinación orbital de 1,866 grados. Emplea en completar una órbita alrededor del Sol 1245,01 días.

## Características físicas
Su magnitud absoluta es 15,65. 